# Salomonöarna vid världsmästerskapen i friidrott 2022
Salomonöarna tävlade vid världsmästerskapen i friidrott 2022 i Eugene i USA mellan den 15 och 24 juli 2022. Salomonöarna hade en trupp på en idrottare.

## Resultat

### Damer
Gång- och löpgrenar
| Idrottare     | Gren      | Försöksheat | Försöksheat | Semifinal        | Semifinal        | Final            | Final            |
| Idrottare     | Gren      | Resultat    | Placering   | Resultat         | Placering        | Resultat         | Placering        |
| ------------- | --------- | ----------- | ----------- | ---------------- | ---------------- | ---------------- | ---------------- |
| Jovita Arunia | 100 meter | 13,15 0PB0  | 47          | Gick inte vidare | Gick inte vidare | Gick inte vidare | Gick inte vidare |